# Extrakunia sauberi
Extrakunia sauberi là một loài bướm đêm trong họ Noctuidae.